# Sân vận động Råsunda
Sân vận động Råsunda (phát âm tiếng Swahili: [ˈrôːˌsɵnːda] ⓘ; cũng được biết tới với cái tên Råsunda Fotbollsstadion, Råsundastadion hay Råsunda) là sân vận động bóng đá quốc gia của Thụy Điển. Sân được xây dựng tại Solna ở Stockholm và được đặt tên theo một quận của Solna, nơi sân tọa lạc. Vào tháng 11 năm 2012, sân đã bị đóng cửa và được thay thế bằng Friends Arena mới được xây dựng cách Sân vận động Råsunda khoảng 1 km. Sân vận động Råsunda đã bị phá hủy hoàn toàn vào năm 2013, các căn hộ và văn phòng được xây dựng trên nền cũ.

## Lịch sử
Sân được mở cửa vào năm 1937 mặc dù đã có các sân vận động tại địa điểm này; sân vận động đầu tiên vào năm 1910. Trận đấu khai mạc diễn ra vào ngày 18 tháng 4 năm 1937 khi AIK đấu với Malmö FF, AIK thắng trận đấu với tỷ số 4–0. Råsunda có sức chứa từ 35.000–36.608 người tùy thuộc vào mục đích sử dụng. Sân vận động năm 1910 đã tổ chức một số trận đấu môn bóng đá và một số sự kiện bắn súng tại Thế vận hội Mùa hè 1912. Sân vận động này là sân nhà của AIK, và được sử dụng cho nhiều trận derby giữa các câu lạc bộ Stockholm. Sân cũng là nơi đặt trụ sở của Hiệp hội bóng đá Thụy Điển và tổ chức 75% các trận đấu trên sân nhà của đội tuyển bóng đá quốc gia mỗi năm, với hầu hết các trận đấu khác được diễn ra tại Ullevi ở Gothenburg. Hai sân vận động này là sân vận động bóng đá được UEFA xếp hạng 4 sao.
Kỷ lục khán giả là 52.943 người và được thiết lập vào ngày 26 tháng 9 năm 1965, khi Thụy Điển đấu với Tây Đức. Tây Đức thắng trận đấu với tỷ số 2–1.
Buổi hòa nhạc lớn cuối cùng được tổ chức tại sân vận động là vào ngày 7 tháng 6 năm 1986, khi ban nhạc rock Queen của Anh bắt đầu chuyến lưu diễn cuối cùng của họ, The Magic Tour, tại Råsunda. Đêm đó Queen đã biểu diễn với khoảng 37.500 người hâm mộ.
Råsunda là sân vận động đầu tiên trong số hai sân vận động tổ chức vòng chung kết World Cup cho cả nam và nữ. Sân đã tổ chức trận chung kết của nam ở World Cup 1958 và trận chung kết của nữ ở World Cup nữ 1995. Các sân vận động khác được vinh dự này là Rose Bowl ở Pasadena, California, Hoa Kỳ (nam ở World Cup 1994, nữ ở World Cup nữ 1999).
Vào ngày 1 tháng 4 năm 2006, Hiệp hội bóng đá Thụy Điển thông báo kế hoạch chuyển sang một sân vận động mới được xây dựng ở Solna. Đấu trường mới đã được hoàn thành và sẵn sàng cho các sự kiện thể thao vào năm 2012, và Sân vận động Råsunda sau đó sẽ bị phá bỏ. Sân vận động mới có sức chứa 50.000 khán giả. Tên của đấu trường mới là Friends Arena. Swedbank đã mua tên này với giá 150 triệu SEK nhưng quyết định đặt tên này để ủng hộ tổ chức phi lợi nhuận Friends vào năm 2012.
Sự kiện cuối cùng được tổ chức tại Sân vận động Råsunda là trận đấu Europa League giữa AIK và S.S.C. Napoli, được tổ chức vào ngày 22 tháng 11 năm 2012, kết thúc với tỷ số 1–2. Edinson Cavani ghi bàn thắng cuối cùng khép lại lịch sử huy hoàng của sân vận động.
Fabege AB và Peab AB đã ký một thỏa thuận mua lại Sân vận động bóng đá Råsunda và các tòa nhà văn phòng hiện có từ Hiệp hội bóng đá Thụy Điển vào ngày 11 tháng 12 năm 2009. Tất cả các hoạt động trên sân đấu vẫn được duy trì cho đến khi việc xây dựng Friends Arena hoàn thành.